# Мацумура Сокон
Сокон Мацумура (яп. 松村 宗棍, Matsumura Sōkon; 1798, Шурі, Окінава — 1890, там само) — окінавський майстер бойових мистецтв, один із засновників традиційного карате. Відомий як "батько окінавського карате", він створив основу стилю Шорін-рю, поєднавши техніки окінавських і китайських бойових мистецтв.

## Біографія
Сокон Мацумура народився в столиці Королівства Рюкю — місті Шурі. З юних років вивчав бойові мистецтва під керівництвом місцевих і китайських майстрів. Він служив тілоохоронцем трьох королів Рюкю: Сьо Коку, Сьо Іку та Сьо Тай.
Під час подорожей до Китаю та Японії Мацумура опанував техніки ушу і кендзюцу, що вплинуло на формування його унікального стилю.

## Внесок у розвиток карате
Мацумура об'єднав техніки китайських бойових мистецтв і окінавського ті у систематизований стиль, що став основою для Шорін-рю. Він розробив ката, серед яких відомі «Пасай» і «Кусунку», що передаються у сучасних школах карате.
Його учні, серед яких Ітосу Анко, продовжили розвивати карате і сприяли його поширенню за межами Окінави.

## Стиль Мацумури
Сам Мацумура завжди стверджував, що викладає китайське бойове мистецтво, яке практикував у твердій старошаоліньській манері.
Мацумура прищеплював учням стиль бою на середній і дальній дистанції з переважанням блискавичних прямих ударів руками і ногами, блоками , що стопорять , низькими і розтягнутими стійками , ставкою на один нищівний удар.
У традиції Мацумури особлива увага приділялася прямим ударам кулаком - цукі (мистецтво цукі розвинув учень Мацумури Анко Ітосу).
В захисті використовуються або жорсткі травмуючі відбиви, або блоки, що стопорять, що тиснуть і виводять з рівноваги. Захист передпліччя зовні і зсередини виконується з натиском вперед, що призводить до впливу на хребет і виведення супротивника з рівноваги. Можливо, на виборі такої тактики і техніки Мацумури далися взнаки його фізичні дані: він мав досить високий за окинавськими мірками зростання в 170 см і вага 70 кг.
До основними вимогами Мацумури належали швидкість, різкість, чіткість, вибухова сила та досконале володіння базовою технікою. Один із висловів Мацумури говорить: «Якщо тебе б'ють рукою — перебий цю руку, якщо ногою — зламай її».

### Ката
Мацумура є творцем двох ката: Мацумура-но Пасай та Мацумура-но Тінто. Також він викладав ката Татан-Ярано Кусанку, Сакугавано Кусанку та Оядомарі Пассай.

## Учні Мацумури
Загалом у Мацумури навчалося близько десятка людей:
- Ітара-сікі Тьотю (1818-1863) - головний наглядач за торговельними операціями королівства Рюкю;
- Куває Тецу (1814-1880)
- Адзато тикудон-но пейтін Анко (1828-1906) - радник короля Се Тай;
- Ітосу Ясуцуне Анко (1832-1916)
- Кенцу Ябу (1866-1937)
- Темо Ханасіро (1869-1945)
- Гітін Фунакосі (1868-1957) - творець карате-до стилю Сетокан
- Тітоку К'ян (1870-1945)
- Кіюна Петін
- Сакихара Петін
- Ресей Куває (1853-?)

## Розвиток Ортодоксального стилю Серін-рю Мацумури
Хохан (Хокан) Сокен - майстер, який вважає себе спадкоємцем Сокона Мацумури в третьому поколінні, учень і племінник Набе Мацумури, онука Сокона. Набе Мацумура навчив Сокена наступним ката:
- Найханті Седан, Нідан, Сандан;
- Пінан Седан, Нідан;
- Пасай Се, Дай;
- Тінто;
- Кусанку;
- Годзюсіхо;
- Сесан;
- Рохай Де, Тю, Ге;
- Хакуцуру.

З 1920 по 1952 рік Сокен жив в Аргентині , а після повернення відкрив школу, назвавши свій стиль Ортодоксальним Серін-рю Мацумури (Мацумура Сето Серін-рю).

## Філософія
Мацумура вважав, що бойове мистецтво має поєднувати фізичну підготовку, моральний розвиток і самоконтроль. Він наголошував на важливості дисципліни та шляхетної поведінки.

## Спадщина
Сокон Мацумура займає почесне місце в історії карате як один із найважливіших його реформаторів і наставників. Його вчення продовжують впливати на розвиток карате у світі.